# Musikforeningen
Musikforeningen var en musikinstitution i København, der eksisterede i knap hundrede år fra 1838 til 1931.
Efter tysk forbillede blev Musikforeningen stiftet den 5. marts (Weyses fødselsdag) 1838 i Det Kongelige Teater. Blandt stifterne var Edvard Collin og J.P.E. Hartmann, der var formand 1839-92. Foreningens formål var at fremme dansk musik, oprindeligt primært ved udgivervirksomhed, men koncertvirksomheden blev snart det mest iøjnefaldende. Foreningen afholdt koncerter udbudt i abonnement, hvor medlemmerne, der især bestod af det kulturinteresserede borgerskab, kunne høre klassiske orkesterværker, og hvor værker af danske og nordiske komponister især i de tidligste år promoveredes.
I begyndelsen kunne Musikforeningen benytte Det Kongelige Kapel som orkester til koncerterne, men med tiden blev dette vanskeliggjort af teatrets skærpede krav til denne praksis, og Musikforeningen så sig nødsaget til at finde et alternativ. Dette blev fundet i 1850 i H. C. Lumbyes Tivoli ensemble, der jo netop havde fri i vintersæsonen, hvor abonnementskoncerterne fandt sted. Da lederen af koncerterne siden 1842 Franz Joseph Gläser (1798-1862) var kapelmester ved Det Kgl. Kapel, var det også påkrævet for Musikforeningen at engagere en ny leder. Valget faldt på Niels W. Gade, der kort forinden i 1848 var vendt hjem til Danmark fra Leipzig for at undgå at blive indmønstret som tysk soldat i Treårskrigen. Gade var ingenlunde et nyt bekendtskab for Musikforeningen, idet netop han havde vundet Musikforeningens ouverturekonkurrence i 1840 med værket Efterklange af Ossian. Frem til sin død i 1890 beholdt Gade posten som leder af Musikforeningens koncerter. 
Musikforeningen nød formentlig godt af Gades internationale kontakter, og mange berømte musikere har optrådt ved foreningens koncerter, således f.eks. Clara Schumann, Joseph Joachim, Julius Stockhausen og Johannes Brahms.
Efter Gades død overtog Emil Hartmann lederskabet frem til 1892. Han efterfulgtes af Franz Neruda (1843-1915), der var fast dirigent i perioden 1892-1915. Efter hans død blev det Carl Nielsens tur 1915-27, hvorefter Ebbe Hamerik var dirigent frem til 1931. 
Blandt de københavnske musikinstitutioner var Musikforeningen i 1800-tallet den absolut førende. Efter århundredskiftet tabte den terræn, og i 1931 blev foreningen opløst. Dens store nodesamling overgik til Det Kongelige Bibliotek.